# 샌프란시스코 오페라단

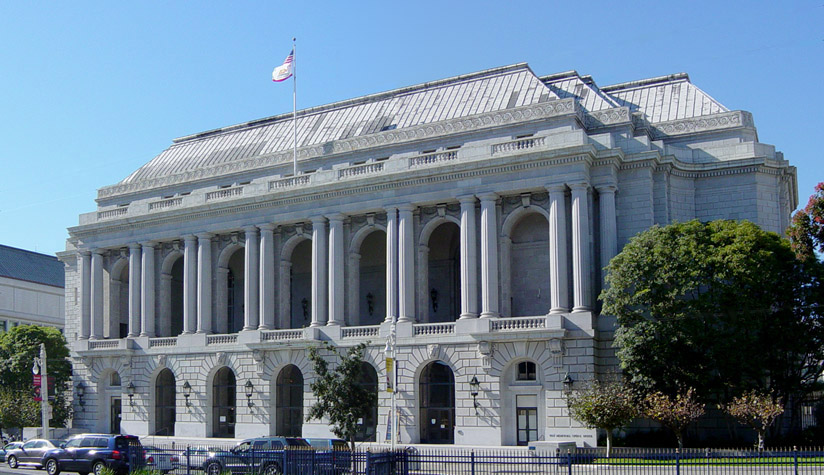

샌프란시스코 오페라단(San Francisco Opera)는 뉴욕의 메트로폴리탄 오페라단에 이어 북미에서 두 번째로 큰 오페라 단체이다. 1923년 가에타노 메롤라가 창단한 샌프란시스코 오페라단의 오프닝 갈라쇼는 특히 유명하다.